# Palazzo Orsini di Gravina

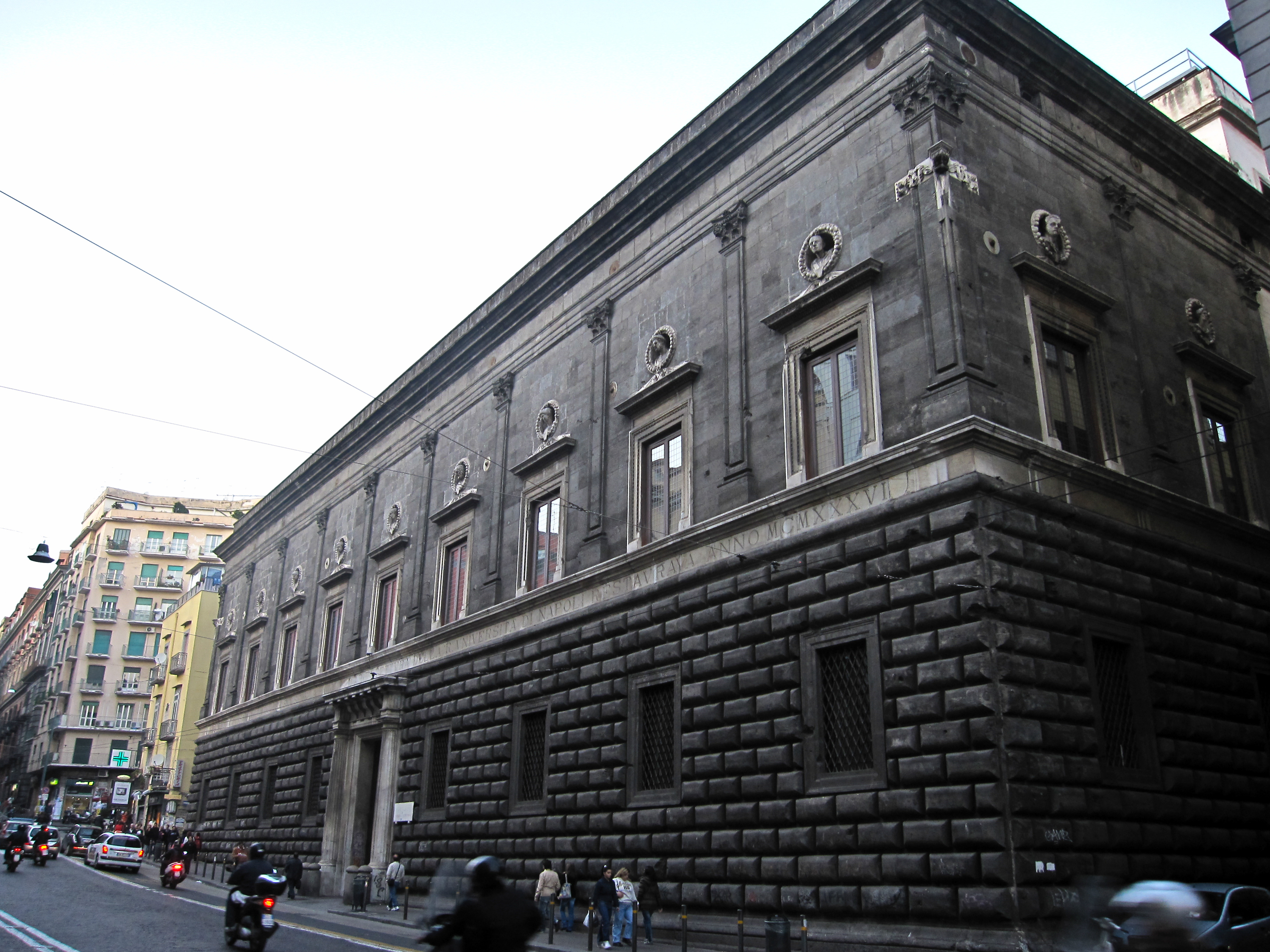
Palazzo Orsini di Gravina in Neapel

Der Palazzo Orsini di Gravina ist ein Renaissancepalast aus dem 16. Jahrhundert im Viertel San Giuseppe in Neapel in der italienischen Region Kampanien. Er liegt in der Via Monteoliveto, 3. Seit 1936 ist er Sitz der Architekturfakultät der Universität Neapel Federico II.

## Geschichte

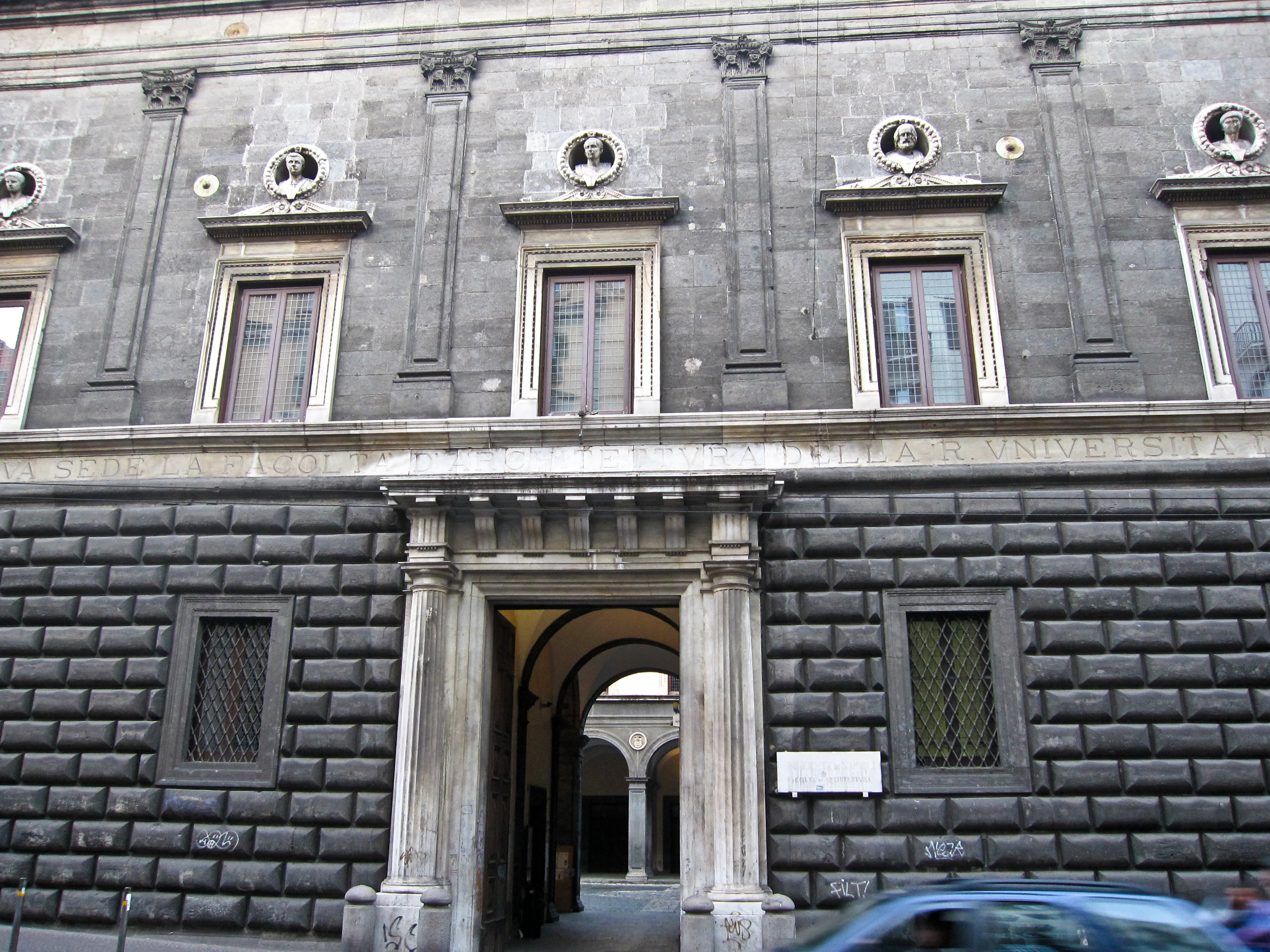
Detail des Eingangs

Das Gebäude stammt ursprünglich aus dem Jahr 1513, als Ferdinando Orsini, Herzog von Gravina, für wenig mehr als 100 Dukaten ein Grundstück kaufte, das der Basilika Santa Chiara gehörte.
Mit dem Projekt wurde der bekannte Architekt Gabriele d’Agnolo aus Neapel betraut, der dort in der ersten Hälfte des 16. Jahrhunderts arbeitete. Im Jahr 1528, während des Baus dieses Palastes, wurde der Herzog von Kaiser Karl V. begnadigt, damit der Besitz nicht von Philibert de Chalon, dem damaligen Vizekönig des Königreichs Neapel, beschlagnahmt werden konnte. In den Jahren 1548 und 1549 fertigte Giovan Francesco di Palma Mormanno einige Zeichnungen der Marmortafeln der Familie Orsini, sowie einige Fenster und Fensterläden des Gebäudes an; zwischenzeitlich wurde das Dach fertiggestellt, während der Palast nach dem Tode des Herzogs an die Verwandten der Familie Orsini fiel.

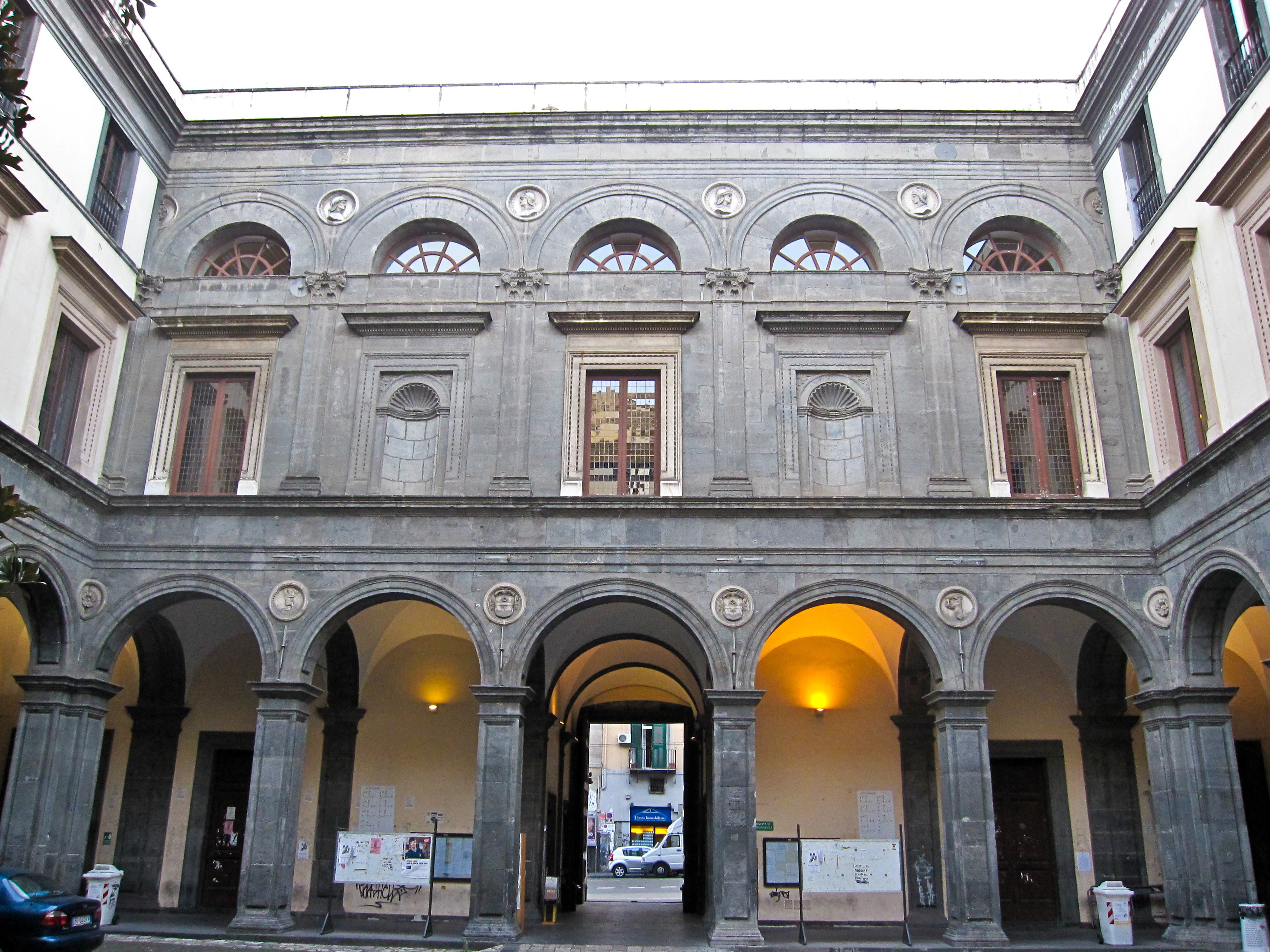
Fassade im Innenhof des Palastes

Nach diesen Eigentümerwechseln zu verschiedenen Angehörigen der Familie fiel der Palast 1672 an Domenico Orsini, nur weil sein Bruder, Papst Benedikt XIII., auf das Erbe verzichtete. Er wurde in seinem Jahrhundert Pietro Francesco Orsini genannt und trug die Kutte der Dominikaner.
1742 ließ Benedetto Orsini, Kardinal und Botschafter des Königs beim Vatikan, einige Restaurierungen und Verschönerungen durchführen, wobei er den Architekten Mario Gioffredo mit den Arbeiten betraute; dieser schuf das wertvolle Eingangsportal; die Säle wurden von Malern, wie Francesco De Mura, Giuseppe Bonito und Fedele Fischetti mit Fresken versehen. 1799 wurde der Palast von den Franzosen requiriert und zur Wohnstatt von General Thiébault gemacht.
Das 19. Jahrhundert war eine wenig glückliche Zeit für das Gebäude, da es enteignet und vom Grafen von Camaldoli, Giulio Cesare Ricciardi, gekauft wurde. Dieser beauftragte den Architekten Nicola d’Apuzzo mit dem fast vollständigen Umbau des Gebäudes. D’Apuzzo veränderte die Struktur des Gebäudes radikal, sodass er die Kritik der Intellektuellen seiner Zeit hervorrief, was ‚‚Ricciardi‘‘ und seinen Assistenten jedoch nicht davon abhielt, da sie auch die Genehmigung von Ferdinand II. und des Bauamtes hatten. Bei dieser Serie von Umbauten wurden auch Ladengeschäfte in der Hauptfassade geöffnet, was deren ursprüngliche Kontinuität zerstörte, die Büsten von den Fenstern entfernt, um Balkone zu schaffen, und der Komplex wurde mit dem Aufsetzen eines zweiten Obergeschosses beschwert.

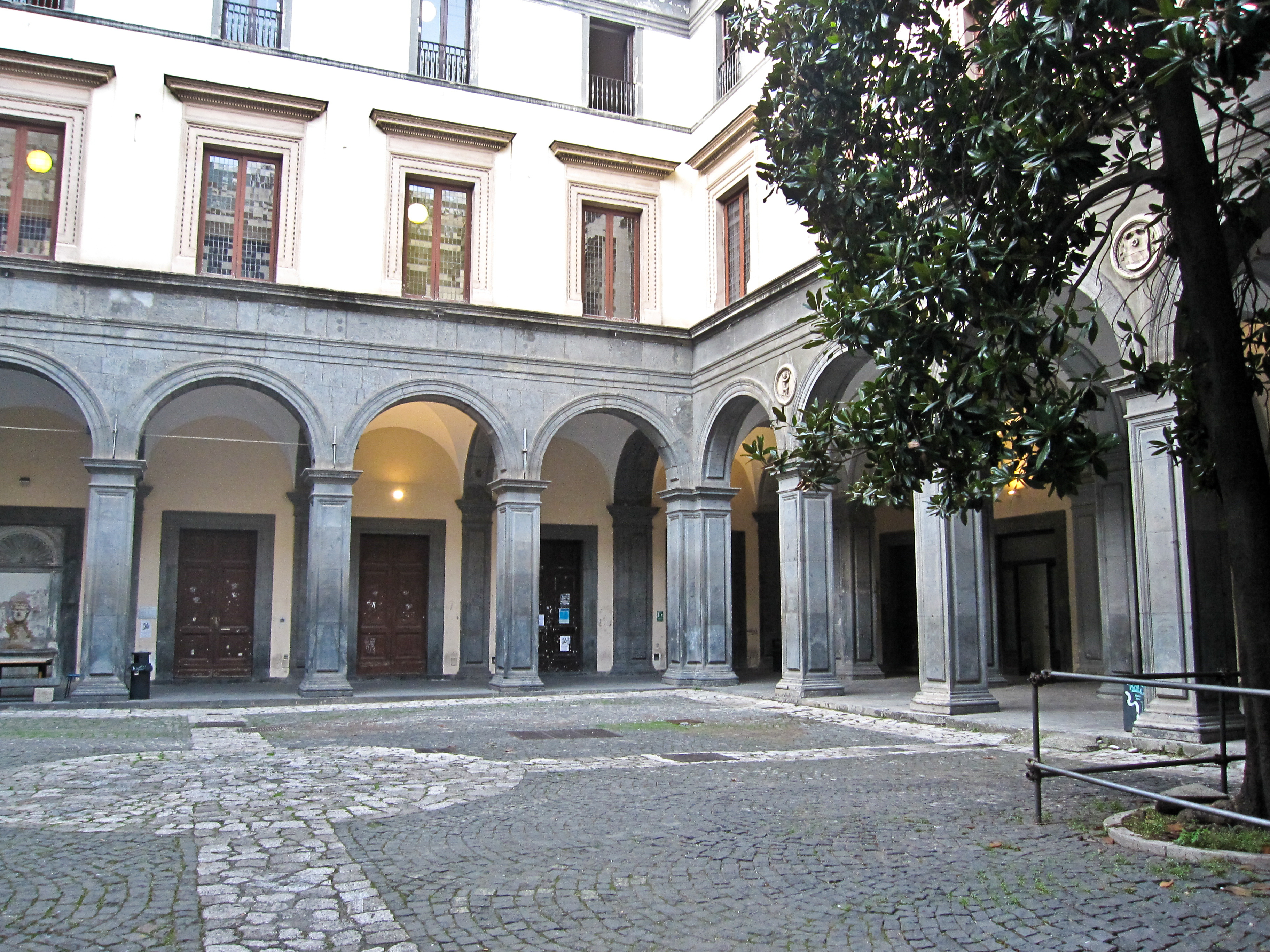
Innenhof

Am 15. März 1848 wurde der Palast durch einen Brand zerstört, der nicht wenige Schäden an der Struktur verursachte: Im darauffolgenden Jahr musste er wiederaufgebaut werden, womit Gaetano Genovese und der königliche Ingenieur Benedetto Lopez-Suarez betraut wurden. Der Eingriff zielte auf eine öffentliche Nutzung ab; Genovese änderte definitiv den Grundriss, indem er eine vierte Seite anschloss und die Sockel der Seitenfassaden mit Piperno verkleiden, die Treppen umbauen ließ usw.
Vor der Einigung Italiens wurde der Palast Sitz des Finanzamtes. Nach der Einigung Italiens wurde daraus ein Postamt. In dieser Zeit sollten dort zwei große Persönlichkeiten aus dem Beginn des 20. Jahrhunderts in Neapel arbeiten: Die Schriftstellerin Matilde Serao als Telegraphistin, bevor sie eine bedeutende Schriftstellerin und Journalistin an der Seite von Eduardo Scarfoglio wurde, und E. A. Mario, der am Einschreibeschalter arbeitete, bevor er ein bekannter Liedtexter in Italien und im Ausland wurde; er schrieb u. a. Canzone del Piave.
1933 restaurierte der Architekt Alberto Calza Bini den Palast erneut, unterstützt von Vittorio Amicarelli, der damals noch Student der neugegründeten Architekturfakultät war, und vom Bauingenieur Camillo Guerra, der eine Verstärkung der Fundamente mit einem Unterfundament aus Stahlbeton vorsah; außerdem wurde das zweite Obergeschoss wieder abgerissen.

## Beschreibung

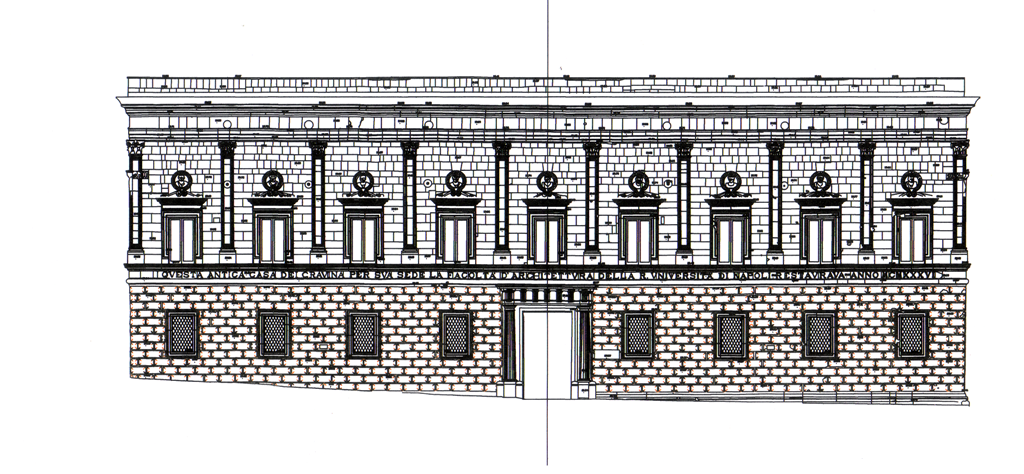
CAD der Fassade des Palastes

Der Palast hat einen generell rechteckigen Grundriss, über dem sich das Erdgeschoss und das Obergeschoss erheben. Von der Struktur aus dem 16. Jahrhundert blieb nur noch die Seite der Fassade, die durch den Rhythmus des Kissen-Bossenwerkes im Erdgeschoss und durch die kompositen Lisenen aus Piperno im Wechsel mit den Fenstern und ihren Fensterrahmen aus Marmor unterteilt ist. An jedem Fenster gibt es eine Ronde mit einer Büste der Orsinis, realisiert von Vittorio Ghiberti Anfang des 16. Jahrhunderts. Im Innenhof bemerkt man die Fassade aus Piperno und Marmor aus dem 16. Jahrhundert auf einer Seite, während die anderen drei Seiten Imitationen sind. Ebenfalls im Inneren sind die Reste der Fresken aus dem 18. Jahrhundert und im Innenhof steht ein wertvoller, kleiner Brunnen.